# Вустер-колледж
Вустер-колледж (Worcester College) — один из колледжей Оксфордского университета. Основан в 1714 году. Находится в центре города.
Единственный из оксфордских колледжей, имеющий спортивную площадку непосредственно рядом с собой. Также имеет обширные сады и интересную архитектуру.
Был основан на месте ранее существовавшего с конца XIII века до XVI века Глостер-колледжа.
Среди его видных выпускников медиамагнат Руперт Мёрдок, кинопродюсер и сценарист Расселл Ти Дейвис, член Верховного суда США Елена Каган, японовед Джеймс Мёрдок, математик Саймон Дональдсон.
Изначально колледж был мужским, только в 1979 году было введено совместное обучение и в Вустер поступили первые студентки в количестве 41 человека. Число женщин и мужчин среди студентов сравнялось в 2011 году. В 2019 году у главного входа была открыта плита в честь 40-й годовщины совместного обучения.
Согласно отчёту, в 2023 году в колледже обучалось 449 студентов, 200 аспирантов и 28 приглашенных студентов.